# Lista prezydentów Ukrainy

## Ukraińska Republika Ludowa(1917–1920)
| # | Portret | Imię i nazwisko       | Lata życia  | Od                      | Do                      | Uwagi |
| - | ------- | --------------------- | ----------- | ----------------------- | ----------------------- | --- |
| – |         | Wołodymyr Naumenko    | 1852 – 1919 | 4 marca?/17 marca 1917  | 15 marca?/28 marca 1917 | wiceprzewodniczący Ukraińskiej Centralnej Rady, pełniący obowiązki przewodniczącego Rady Mychajła Hruszewskiego do jego przyjazdu z Moskwy |
| 1 |         | Mychajło Hruszewski   | 1866 – 1934 | 15 marca?/28 marca 1917 | 29 kwietnia 1918        | Przewodniczący Ukraińskiej Centralnej Rady.                                                                                                |
| 2 |         | Pawło Skoropadski     | 1873 – 1945 | 29 kwietnia 1918        | 14 grudnia 1918         | Hetman Państwa Ukraińskiego. |
| 3 |         | Wołodymyr Wynnyczenko | 1880 – 1951 | 14 grudnia 1918         | 11 lutego 1919          | Prezes Dyrektoriatu Ukraińskiej Republiki Ludowej.                                                                                         |
| 4 |         | Symon Petlura         | 1879 – 1926 | 11 lutego 1919          | 7 maja 1921             | Prezes Dyrektoriatu i Naczelny Ataman Wojsk Ukraińskiej Republiki Ludowej.                                                                 |

## Ukraińska Republika Ludowa– rząd na emigracji (1920 – 1992)
| # | Portret                                     | Imię i nazwisko                             | Lata życia                                  | Od                                          | Do                                          | Uwagi |
| - | ------------------------------------------- | ------------------------------------------- | ------------------------------------------- | ------------------------------------------- | ------------------------------------------- | --- |
| 4 |                                             | Symon Petlura                               | 1879 – 1926                                 | 7 maja 1921                                 | 25 maja 1926                                | Prezes Dyrektoriatu i Naczelny Ataman Wojsk Ukraińskiej Republiki Ludowej. |
| 5 |                                             | Andrij Liwycki                              | 1879 – 1954                                 | 25 maja 1926                                | 17 stycznia 1954                            | Prezes Dyrektoriatu i Naczelny Ataman Wojsk Ukraińskiej Republiki Ludowej. Od października 1939 do maja 1940 obowiązki Liwyckiego pełnił Wiaczesław Prokopowycz. Od 20 lipca 1948 jako prezydent Ukraińskiej Republiki Ludowej. |
| 6 |                                             | Stepan Wytwycki                             | 1884 – 1965                                 | 6 marca 1954                                | 9 października 1965                         | Prezydent Ukraińskiej Republiki Ludowej. |
| – | vacat (9 października 1965 – 22 marca 1967) | vacat (9 października 1965 – 22 marca 1967) | vacat (9 października 1965 – 22 marca 1967) | vacat (9 października 1965 – 22 marca 1967) | vacat (9 października 1965 – 22 marca 1967) | vacat (9 października 1965 – 22 marca 1967) |
| 7 |                                             | Mykoła Liwycki                              | 1907 – 1989                                 | 22 marca 1967                               | 8 grudnia 1989                              | Prezydent Ukraińskiej Republiki Ludowej. |
| 8 |                                             | Mykoła Pławiuk                              | 1925 – 2012                                 | 8 grudnia 1989                              | 22 sierpnia 1992                            | Prezydent Ukraińskiej Republiki Ludowej. |

22 sierpnia 1992 Mykoła Pławiuk przekazał Łeonidowi Krawczukowi insygnia władzy, uznając go za prawowitego prezydenta Ukrainy

## Zachodnioukraińska Republika Ludowa(1918-1919)
| # | Portret | Imię i nazwisko     | Lata życia  | Od          | Do           | Uwagi |
| - | ------- | ------------------- | ----------- | ----------- | ------------ | --- |
| 1 |         | Jewhen Petruszewycz | 1863 – 1940 | 7 maja 1921 | 25 maja 1926 | Do 9 czerwca przewodniczący Ukraińskiej (Zachodnioukraińskiej) Rady Narodowej, następnie z tytułem Dyktatora; od listopada 1919 na emigracji. |

## Karpato-Ukraina(1939)
| # | Portret | Imię i nazwisko   | Lata życia  | Od            | Do            | Uwagi |
| - | ------- | ----------------- | ----------- | ------------- | ------------- | ----- |
| 1 |         | Augustyn Wołoszyn | 1874 – 1945 | 15 marca 1939 | 16 marca 1939 |       |

## Ukraina(od 1991)
| #    | Portret | Imię i nazwisko                         | Lata życia  | Od               | Do               | Partia                          | Uwagi |
| ---- | ------- | --------------------------------------- | ----------- | ---------------- | ---------------- | ------------------------------- | --- |
| 1    |         | Łeonid Krawczuk Леонід Кравчук          | 1934 – 2022 | 5 grudnia 1991   | 19 lipca 1994    | bezpartyjny                     | |
| 2    |         | Łeonid Kuczma Леонід Кучма              | ur. 1938    | 19 lipca 1994    | 23 stycznia 2005 | bezpartyjny                     | |
| 3    |         | Wiktor Juszczenko Віктор Ющенко         | ur. 1954    | 23 stycznia 2005 | 25 lutego 2010   | Nasza Ukraina-Ludowa Samoobrona | |
| 4    |         | Wiktor Janukowycz Віктор Янукович       | ur. 1950    | 25 lutego 2010   | 22 lutego 2014   | Partia Regionów                 | |
| p.o. |         | Ołeksandr Turczynow Олександр Турчинов  | ur. 1964    | 23 lutego 2014   | 7 czerwca 2014   | Batkiwszczyna                   | Po odsunięciu od władzy W. Janukowycza 23 lutego 2014 decyzją Rady Najwyższej Ukrainy, w zgodzie ze zmienioną konstytucją pełniącym obowiązki Prezydenta Ukrainy został Przewodniczący Rady Najwyższej. |
| 5    |         | Petro Poroszenko Петро Порошенко        | ur. 1965    | 7 czerwca 2014   | 20 maja 2019     | Europejska Solidarność          | |
| 6    |         | Wołodymyr Zełenski Володимир Зеленський | ur. 1978    | 20 maja 2019     | nadal            | Sługa Ludu                      | |